# IC 3756
IC 3756 ist eine Spiralgalaxie vom Hubble-Typ S/P im Sternbild Jungfrau auf der Ekliptik. Sie ist schätzungsweise 601 Millionen Lichtjahre von der Milchstraße entfernt und hat einen Durchmesser von etwa 85.000 Lichtjahren. Die Galaxien IC 815, IC 3756 und IC 3760 bilden wahrscheinlich ein gravitativ gebundenes Trio.
Im selben Himmelsareal befinden sich u. a. die Galaxien IC 3720, IC 3722, IC 3775, IC 3779.
Das Objekt wurde am 10. Mai 1904 von Royal Harwood Frost entdeckt.